# 蚤蝸牛
蚤蝸牛（學名：Tornatellides boeningi）是蚤蝸牛屬的陸生微小蝸牛物種。舊屬獨自的蚤蝸牛科，今屬捻螺目的捻螺科。

## 分佈
本物種分佈於台灣北部，見於新北市北部的淡水區沙崙海灘及石門區海岸。

## 外部連結
- 維基物種上的相關：蚤蝸牛